# Гайгер, Теодор
Теодор Юлиус Гейгер (нем. Theodor Geiger; 9 ноября 1891, Мюнхен — 16 июня 1952) — датский и немецкий социолог, юрист,
педагог, профессор, доктор наук. 
Был первым профессором социологии в Дании, работавшим в Орхусском университете (1938—1940).

## Биография
Немецкого происхождения. Сын директора школы.
В 1910—1914 годах изучал право и государствоведение в университетах Мюнхена и Вюрцбурга. Добровольцем участвовал в Первой мировой войне. С 1914 по 1918 год сражался на Восточном фронте, где получил ранение. Во время войны работал над диссертацией на тему тюрем (Die Schutzaufsicht). Ещё будучи солдатом, получил степень доктора юридических наук в Вюрцбургском университете в 1918 году.
После окончания войны стал в 1920 году членом СДПГ (до 1932).
В 1924—1933 годах работал в Немецком статистическом бюро (Statistischer Reichsamt). С 1920 года работал, а в 1924—1929 годах руководил Высшей народной школой в Берлине.
С 1924 года преподавал в Высшей технической школе Брауншвейга, в 1929—1933 годах возглавлял кафедру социологии.
После прихода нацистов к власти в 1933 г. эмигрировал в Данию, поскольку открыто выступал против нацистского режима. Принял датское гражданство. В 1943 году был вынужден переехать из оккупированной Третьим Рейхом Дании в Швецию.
После возвращения в 1945 году в Данию основал в Орхусе первый в скандинавских странах Институт социологических исследований, участвовал в создании серии публикаций «Nordiske studier i sociologi», Международной социологический ассоциации (1949).
В 1951—1952 годах читал лекции в университете Торонто.
Скончался на борту корабля «Waterman» на обратном пути из Канады в Данию.

## Научная деятельность
Специалист в области социологии права, методологии, социальной стратификации и социальной мобильности (а также социальной роли и места интеллигенции в частности). Один из авторов школы социального конфликта
Один из авторов концепции социальной стратификации. Его многомерная модель предполагала, что общество разделено на множество социальных слоёв и групп (страт), отличающихся друг от друга по профессиональным, образовательным, конфессиональным, расовым, этническим, политическим и др. признакам. Первоначально придерживался марксистской концепции классовой борьбы, которую позднее критиковал как «социальную метафизику». Подчёркивал необходимость исключить влияние ценностных ориентаций и идеологических установок на социологические исследования, рассматривал идеологию как самостоятельный предмет изучения. Занимался также социологическими исследованиями социальной мобильности, права, знания, образования и др.